# رود مولمیس
رود مولمیس (انگلیسی: Molmys) یک رودخانه در سرزمین پرم کشور روسیه است.